# Halott Pénz
A Halott Pénz 2004 óta működő, többszörös Fonogram-díjas, hiphopalapra épülő populáris és vegyes akusztikus stílusú dalokat előadó magyar könnyűzenei együttes. Eredetileg Marsalkó Dávid szólóprojektje volt, 2013-ban lett belőle hétfős – többnyire akusztikus – zenekar, többféle műfaj keveredésének stílusjegyeivel.

## Tagok
- Marsalkó Dávid[1] – zene, szöveg
- Járai Márk – ének
- Boros „Venom” Gábor – DJ
- Prifer Barnabás – gitár, vokál
- Papp Samu – billentyűsök
- Mihalovics "Ninja" Dávid – basszusgitár[2]
- Varga Mátyás – dob, ütőhangszerek

## Diszkográfia

### Albumok
| Cím                                              | Adatok                                                 | Legmagasabb helyezés                               |
| Cím                                              | Adatok                                                 | MAHASZ Top 40 album-, DVD- és válogatáslemez-lista |
| ------------------------------------------------ | ------------------------------------------------------ | -------------------------------------------------- |
| Fejjel lefelé                                    | - Megjelenés: 2009.                                    | -                                                  |
| Fogyasztás Előtt Felrázandó                      | - Megjelenés: 2010.                                    | -                                                  |
| Szólj anyunak, hogy a városban vagyok            | - Megjelenés: 2013. december 10. - Kiadó: Saját kiadás | -                                                  |
| Ülni. Örülni. Megőrülni.                         | - Megjelenés: 2016. április 7. - Kiadó: Saját kiadás   | 5                                                  |
| Ha mindenkit boldoggá akarsz tenni, árulj fagyit | - Megjelenés: 2021. április 30. - Kiadó: Saját kiadás  | -                                                  |
| Halott Pénz 20 – Egy pécsi szobából a Puskásba   | - Megjelenés: 2025. április 4. - Kiadó: Saját kiadás   | -                                                  |

### Kislemezek
| Év                                           | Dal                                                               | Legmagasabb helyezés | Legmagasabb helyezés | Legmagasabb helyezés | Legmagasabb helyezés | Legmagasabb helyezés  | Legmagasabb helyezés | Legmagasabb helyezés                             | Album                                 |
| Év                                           | Dal                                                               | Mahasz               | Mahasz               | Mahasz               | Mahasz               | Mahasz                | Mahasz               | Billboard                                        | Album                                 |
| Év                                           | Dal                                                               | Rádiós Top 40        | Editors' Choice      | Magyar Rádiós Top 40 | Dance Top 40         | Single (track) Top 40 | Stream Top 40        | Hungary Songs                                    | Album                                 |
| -------------------------------------------- | ----------------------------------------------------------------- | -------------------- | -------------------- | -------------------- | -------------------- | --------------------- | -------------------- | ------------------------------------------------ | ------------------------------------- |
| 2011                                         | Angard                                                            | -                    | -                    | -                    | -                    | -                     | -                    | -                                                | Fogyasztás előtt felrázandó           |
| 2012                                         | Feltámad a tenger                                                 | -                    | -                    | -                    | -                    | -                     | -                    | -                                                | Szólj anyunak, hogy a városban vagyok |
| 2012                                         | A feneked a gyengém                                               | -                    | -                    | -                    | -                    | -                     | -                    | -                                                | Szólj anyunak, hogy a városban vagyok |
| 2013                                         | Minden szobába kell álom (közr. Kőváry Zoli)                      | -                    | -                    | -                    | -                    | -                     | -                    | -                                                | Szólj anyunak, hogy a városban vagyok |
| 2013                                         | Ugyanúgy hallasz                                                  | -                    | -                    | -                    | -                    | -                     | -                    | -                                                | Szólj anyunak, hogy a városban vagyok |
| 2013                                         | Hello lányok (közr. Diaz és Mentha)                               | -                    | -                    | -                    | -                    | 23                    | -                    | -                                                | Szólj anyunak, hogy a városban vagyok |
| 2014                                         | Nem érinthet meg                                                  | -                    | -                    | -                    | -                    | 18                    | -                    | -                                                | Ülni. Örülni. Megőrülni.              |
| 2014                                         | Valami van a levegőben                                            | 5                    | 13                   | 16                   | 6                    | 1                     | 15                   | -                                                | Ülni. Örülni. Megőrülni.              |
| 2015                                         | Elkezdeni elölről                                                 | -                    | -                    | -                    | -                    | 20                    | -                    | -                                                | Ülni. Örülni. Megőrülni.              |
| 2015                                         | Emlékszem, Sopronban (A Volt Fesztivál Himnusza) (a Wellhellóval) | 1                    | 8                    | 13                   | 5                    | 1                     | 6                    | -                                                | #Sohavégetnemérős                     |
| 2015                                         | Darabokra törted a szívem                                         | 1                    | 1                    | 9                    | 3                    | 1                     | 7                    | -                                                | Ülni. Örülni. Megőrülni.              |
| 2016                                         | Majd                                                              | 8                    | 39                   | 25                   | 34                   | 6                     | 33                   | -                                                | Ülni. Örülni. Megőrülni.              |
| 2016                                         | Erre még meghívlak (közr. Kőváry Zoli)                            | 9                    | 36                   | 23                   | -                    | 13                    | -                    | -                                                | Ülni. Örülni. Megőrülni.              |
| 2016                                         | Élnünk kellett volna (közr. Agebeat and Kovary)                   | 1                    | 8                    | 1                    | -                    | 3                     | 23                   | -                                                | Nem jelent meg albumon                |
| 2017                                         | Otthon                                                            | 5                    | 26                   | 4                    | -                    | 4                     | -                    | -                                                | Nem jelent meg albumon                |
| 2017                                         | Ahol a május földet ér                                            | 2                    | 16                   | 1                    | 21                   | 4                     | 22                   | -                                                | Nem jelent meg albumon                |
| 2018                                         | Mindenre ráveszel (közr. Kőváry Zoli)                             | 23                   | 20                   | 1                    | -                    | 3                     | -                    | -                                                | Nem jelent meg albumon                |
| Hajtól szívig                                | 6                                                                 | 15                   | 4                    | -                    | 4                    | 29                    | -                    |                                                  | Nem jelent meg albumon                |
| 2019                                         | Amikor feladnád                                                   | 16                   | 7                    | 1                    | 26                   | 1                     | 5                    | -                                                | Nem jelent meg albumon                |
| 2020                                         | Melletted                                                         | 10                   | 5                    | 1                    | -                    | 12                    | -                    | -                                                | Nem jelent meg albumon                |
| Szeretni, akit nem lehet (közr. Rúzsa Magdi) | 7                                                                 | 9                    | 1                    | -                    | 2                    | 28                    | -                    | Ha mindenkit boldoggá akarsz tenni, árulj fagyit |                                       |
| 2021                                         | Gazdag vagy szegény                                               | 19                   | -                    | 10                   | -                    | 21                    | -                    | Ha mindenkit boldoggá akarsz tenni, árulj fagyit | -                                     |
| 2021                                         | Többet kéne mosolyognom (közr. Ohnody)                            | -                    | -                    | -                    | -                    | 7                     | -                    | Ha mindenkit boldoggá akarsz tenni, árulj fagyit | -                                     |
| 2021                                         | Szívedből minden kell                                             | 25                   | -                    | 21                   | -                    | 6                     | 40                   | Ha mindenkit boldoggá akarsz tenni, árulj fagyit | -                                     |
| 2021                                         | Felnőttünk, de nem fogadjuk el (közr. Tkyd)                       | -                    | -                    | -                    | -                    | -                     | -                    | Ha mindenkit boldoggá akarsz tenni, árulj fagyit | -                                     |
| 2021                                         | Nincsen véletlen                                                  | -                    | 36                   | 8                    | -                    | 7                     | -                    | Ha mindenkit boldoggá akarsz tenni, árulj fagyit | -                                     |
| 2021                                         | Az Isten tudja                                                    | -                    | -                    | -                    | -                    | -                     | -                    | Ha mindenkit boldoggá akarsz tenni, árulj fagyit | -                                     |
| 2021                                         | Másnak tavasz                                                     | -                    | -                    | -                    | -                    | -                     | -                    | Ha mindenkit boldoggá akarsz tenni, árulj fagyit | -                                     |
| 2021                                         | Ha itt vagy te                                                    | -                    | -                    | -                    | -                    | 15                    | -                    | Ha mindenkit boldoggá akarsz tenni, árulj fagyit | -                                     |
| 2021                                         | Aki elvisz majd messze (közr. Ohnody)                             | -                    | -                    | -                    | -                    | -                     | -                    | Ha mindenkit boldoggá akarsz tenni, árulj fagyit | -                                     |
| 2022                                         | Mielőtt megismertelek (közr. Dzsúdló)                             | 18                   | 3                    | 1                    | -                    | 6                     | 35                   | -                                                | Nem jelent meg albumon                |
| Szétszeretlek (közr. Oláh Heléna)            | 16                                                                | 5                    | 1                    | -                    | 8                    | -                     | 25                   |                                                  | Nem jelent meg albumon                |
| 2023                                         | Az idő                                                            | 30                   | 7                    | 2                    | -                    | 26                    | -                    | -                                                | Nem jelent meg albumon                |
| Oh igen! (közr. ByeAlex)                     | -                                                                 | 3                    | 1                    | -                    | 32                   |                       | -                    |                                                  | Nem jelent meg albumon                |
| 2024                                         | Ha bántanak az emberek                                            | -                    | -                    | 11                   | -                    | -                     | -                    |                                                  | Nem jelent meg albumon                |
| Annyi mindent nem szerettem még              | -                                                                 | -                    | 40                   | -                    | -                    | -                     |                      |                                                  | Nem jelent meg albumon                |
| Dobban                                       | -                                                                 | -                    | 19                   | -                    | -                    | -                     |                      |                                                  | Nem jelent meg albumon                |
| 2025                                         | Máshol (közr. Mehringer és Ohnody)                                | -                    | 19                   | 6                    | -                    | -                     | -                    |                                                  | Nem jelent meg albumon                |
|                                              |                                                                   | Összesítés           |                      |                      |                      |                       |                      |                                                  |                                       |
| 1. helyezett számok                          | 1. helyezett számok                                               | 3                    | 1                    | 9                    |                      | 4                     |                      |                                                  |                                       |
| Top 10-be bekerült                           | Top 10-be bekerült                                                | 11                   | 10                   | 16                   | 3                    | 16                    | 3                    |                                                  |                                       |
| Top 40-be bekerült                           | Top 40-be bekerült                                                | 18                   | 19                   | 24                   | 6                    | 25                    | 11                   | 1                                                |                                       |

### Közreműködések
| Év   | Dal | Legmagasabb helyezés | Legmagasabb helyezés | Legmagasabb helyezés | Legmagasabb helyezés | Legmagasabb helyezés  | Legmagasabb helyezés | Album                     |
| Év   | Dal | Mahasz               | Mahasz               | Mahasz               | Mahasz               | Mahasz                | Mahasz               | Album                     |
| Év   | Dal | Rádiós Top 40        | Editors' Choice      | Magyar Rádiós Top 40 | Dance Top 40         | Single (track) Top 40 | Stream Top 40        | Album                     |
| ---- | --- | -------------------- | -------------------- | -------------------- | -------------------- | --------------------- | -------------------- | ------------------------- |
| 2013 | Jöjjünk össze (Cimbaliband dal, közreműködik a Halott Pénz)                                              | -                    | -                    | -                    | -                    | -                     | -                    | Vidámpark                 |
| 2013 | Hétfő, szerda, szombat, kedd (Soerii & Poolek dal, közreműködik a Halott Pénz és Papp Szabi)             | -                    | -                    | -                    | -                    | -                     | -                    | Aranyalbum.Torrent1       |
| 2014 | Szeptember végén (Red Bull Pilvaker dal, melyben közreműködik a Halott Pénz, Fluor, Deego és Singh Viki) | -                    | -                    | -                    | -                    | 14                    | 17                   | Nem jelent meg albumon    |
| 2014 | ABBA (Rendes Pénz dal, amely a Halott Pénz és Felcser Máté kollaborációja)                               | -                    | -                    | -                    | -                    | 12                    | -                    | Nem jelent meg albumon    |
| 2014 | Sweet Salvation (Anima Sound System dal, közreműködik a Halott Pénz)                                     | -                    | -                    | -                    | -                    | -                     | -                    | Gravity And Grace         |
| 2015 | Mama (Red Bull Pilvaker dal, melyben közreműködik a Halott Pénz, Wolfie, Diaz és Fábián Juli)            | -                    | -                    | -                    | -                    | -                     | -                    | Red Bull Pilvaker 2015 EP |
| 2015 | Akkor hívsz (Brains dal, közreműködik a Halott Pénz)                                                     | -                    | -                    | -                    | -                    | -                     | -                    | Stand Firm                |
| 2016 | Pató Pál úr (Red Bull Pilvaker dal, melyben közreműködik Fluor, Fura Csé, a Halott Pénz és Meszi)        | -                    | -                    | -                    | -                    | 13                    | -                    | Nem jelent meg albumon    |
| 2018 | Hol van az a lány (DR BRS X Fekete Vonat dal, közreműködik a Halott Pénz és Monkeyneck)                  | 9                    | 5                    | 1                    | 2                    | 2                     | 12                   | Nem jelent meg albumon    |
| 2019 | Több türelem (Hősök dal, közreműködik a Halott Pénz)                                                     | 19                   | -                    | 17                   | -                    | -                     | -                    | Nem jelent meg albumon    |
| 2021 | Boldog leszek 2021 (ByeAlex és a Slepp x Halott Pénz dal)                                                | -                    | -                    | -                    | -                    | -                     | -                    | Nem jelent meg albumon    |

## Díjak és jelölések

### MTV Europe Music Awards
| Év   | Jelölés     | Kategória             | Eredmény |
| ---- | ----------- | --------------------- | -------- |
| 2018 | Halott Pénz | Legjobb magyar előadó | Jelölve  |
| 2021 | Halott Pénz | Legjobb magyar előadó | Jelölve  |

### Fonogram díj
| Év   | Jelölés                                                                    | Díj                                                      | Eredmény |
| ---- | -------------------------------------------------------------------------- | -------------------------------------------------------- | -------- |
| 2014 | Ugyanúgy hallasz                                                           | Az év dala                                               | Jelölve  |
| 2014 | Szólj anyunak, hogy a városban vagyok                                      | Az év hazai rap- vagy hiphopalbuma vagy hangfelvétele    | Elnyerte |
| 2015 | Valami van a levegőben / Nem érinthet meg                                  | Az év hazai rap- vagy hiphopalbuma vagy hangfelvétele    | Elnyerte |
| 2015 | Valami van a levegőben                                                     | Az év dala                                               | Elnyerte |
| 2016 | Darabokra törted a szívem / Elkezdeni elölről                              | Az év hazai rap- vagy hiphopalbuma vagy hangfelvétele    | Jelölve  |
| 2017 | Ülni. Örülni. Megőrülni.                                                   | Az év hazai rap- vagy hiphopalbuma vagy hangfelvétele    | Jelölve  |
| 2017 | Élnünk kellett volna (feat. Agebeat and Kovary)                            | Az év hazai elektronikus zenei albuma vagy hangfelvétele | Jelölve  |
| 2018 | Ahol a május földet ér                                                     | Az év hazai modern pop-rock albuma vagy hangfelvétele    | Jelölve  |
| 2018 | Otthon                                                                     | Az év hazai rap- vagy hiphopalbuma vagy hangfelvétele    | Jelölve  |
| 2021 | Melletted / Amikor feladnád / Szeretni, akit nem lehet (feat. Rúzsa Magdi) | Az év hazai modern pop-rock albuma vagy hangfelvétele    | Elnyerte |

### Petőfi Zenei Díj
| Év   | Jelölés                                          | Kategória            | Eredmény |
| ---- | ------------------------------------------------ | -------------------- | -------- |
| 2016 | "Darabokra törted a szívem"                      | Az év dala           | Elnyerte |
| 2016 | Halott Pénz                                      | Az év együttese      | Elnyerte |
| 2016 | Marsalkó Dávid                                   | Az év férfi előadója | Jelölve  |
| 2016 | "Emlékszem, Sopronban" (Wellhello-val)           | Az év videóklipje    | Elnyerte |
| 2016 | Akvárium Klub 2015.12.10-11-12.                  | Az év koncertje      | Jelölve  |
| 2017 | Halott Pénz                                      | Az év együttese      | Elnyerte |
| 2017 | Marsalkó Dávid                                   | Az év férfi előadója | Elnyerte |
| 2017 | "Élnünk kellett volna még (feat Agebeat&Kovary)" | Az év videóklipje    | Elnyerte |
| 2017 | Budapest Park, 2016. szeptember 2.               | Az év koncertje      | Jelölve  |

### VIVA Comet
| Év   | Jelölés                               | Kategória        | Eredmény |
| ---- | ------------------------------------- | ---------------- | -------- |
| 2014 | Halott Pénz                           | Legjobb együttes | Jelölve  |
| 2016 | Halott Pénz                           | Legjobb zenekar  | Jelölve  |
| 2016 | Emlékszem Sopronban (feat. Wellhello) | Legjobb klip     | Jelölve  |

## Portré
- Emlékszel, Sopronban? – A Halott Pénz sztori (2019)

## Könyv
- Csapody Kinga–Gelencsér Milán–Jávor Bence: Na még mit nem?! Halott Pénz. Történetünk, hajtól szívig; Athenaeum, Bp., 2021